# مبدأ الهولوغرافية
المبدأ الهولوغرافي (بالإنجليزية: holographic principle)‏ هو أحد المبادئ الخاصة بنظرية الأوتار ومبدأ محتمل أيضاً فيما يخص الثقالة الكمومية التي تقوم بمحاولة لحل مفارقة معلومات الثقب الأسود من خلال نظرية الأوتار. ينص هذا المبدأ على إمكانية توصيف حجم معين من الفضاء عبر تكويد المعلومات الخاصة به على كامل حدوده (ويفضل اختيار حد شبيه-بالضوء مثل حد الأفق التثاقلي) وبالنسبة للثقب الأسود يذكر هذا المبدأ بأن وصف جسم ما سقط في هذا الثقب يكمن في التقلبات السطحية لأفق حدث الثقب الأسود. أول من أقترح هذا المبدأ هو عالم الفيزياء النظرية جيرارد توفت، وحصل هذا المبدأ على تفسير دقيق باستخدام نظرية الأوتار قام به ليونارد سوسكايند حيث دمج أفكاره عن هذا المبدأ مع ما توصل إليه كل من توفت وتشارلز ثورن. وقد أشار رافائيل بوسّو إلى أن ثورن قد لاحظ منذ عام 1978 أن نظرية الأوتار تقدم وصفاً يعتمد على عدد أقل من الأبعاد وتظهر فيه الجاذبية بما يمكن تسميه أسلوباً هولوغرافياً.
بمعنى أكثر عمومية يفترض المبدأ الهولوغرافي أنه من الممكن النظر إلى الكون بأكمله كبنية من المعلومات ثنائية الأبعاد «المطلية» على الأفق الكوني، بحيث تكون الصور الثلاثية الأبعاد التي نشاهدها الآن هي مجرد إسقاط مضخم جداً عن تلك المعلومات يتمتع بكونه ذو طاقة شديدة الانخفاض بالمقارنة معها. إلى الآن لم تتم وصف الهولوغرافيا الكونية بمعادلات رياضياتية دقيقة ويعود السبب في ذلك جزئياً إلى أنه لدى الأفق الكوني مساحة محدودة تنمو مع مرور الزمن.
استُلهم المبدأ الهولوغرافي من ترموديناميك الثقوب السوداء والتي ترجح وجود تناسب بين الإنتروبيا الأعظمية الموجودة في حيز ما مع مربع نصف قطر الحيز (وليس مع تكعيب نصف القطر مثلما هو متوقع). حيث يقترح مبدأ الهولوغرافية وجود تناسب شبيه في حالة الثقب الأسود بحيث يمكن للمحتوى المعلوماتي (بمعنى آخر الإنتروبيا) الخاص بجميع الكائنات التي سقطت في الثقب الأسود أن يُرمّز بأكمله عبر تقلبات سطح أفق الحدث الخاص بالثقب الأسود. يحل المبدأ الهولوغرافي مفارقة معلومات الثقب الأسود ضمن إطار نظرية الأوتار. على الرغم من ذلك توجد مجموعة من الحلول الكلاسيكية لمعادلات آينشتاين تسمح للإنتروبيا أن تأخذ قيماً أعلى من تلك التي يسمح بها قانون السطح وبالتالي أعلى من تلك الخاصة بالثقوب السوداء. تسمى هذه الحلول «حقائب ويلر المليئة بالذهب». تتعارض هذه الحلول مع التفسير الهولوغرافي المقترح وحتى الآن لم يتوصل أحد إلى فهم تأثيرات هذه الحلول بشكل دقيق على النظرية الكمومية الخاصة بالجاذبية بما في ذلك المبدأ الهولوغرافي.

## إنتروبيا الثقب الأسود
إذا كان لكائن ما إنتروبيا فإنه لديه مقداراً من العشوائية على المستوى المايكروسكوبي، على سبيل المثال الغاز الساخن لديه إنتروبيا لأن جزيئاته تتحرك بشكل فوضوي. توجد مجموعة من الحقول الكلاسيكية العديمة الإنتروبيا؛ إذ لا يوجد شيء عشوائي في الحقول الكهربائية والمغناطيسية والأمواج التثاقلية وبالتالي فإن إنتروبيتها معدومة. وبما أن الثقوب السوداء هي حلول معادلات آينشتاين فقد اعتبرت أيضاً أنها عديمة الإنتروبيا.
إلا أن جايكوب بيكينشتاين كان قد تنبه إلى أن هذا الاعتبار يؤدي إلى خرق القانون الثاني من علم الترموديناميك. فإذا قمنا على سبيل المثال بإلقاء الغاز الساخن (ذو الانتروبيا) في الثقب الأسود، فإن الإنتروبيا الخاصة به سوف تختفي لدى تجاوزه أفق الحدث. بمعنى أن الخصائص العشوائية للغاز ستفقد تماماً بعد أن يمتصه الثقب الأسود. لحل هذه المعضلة تم افتراض أن الثقوب السوداء كائنات عشوائية تتمتع بإنتروبيا يفوق تزايدها على إنتروبيا الغاز الساخن.
افترض بيكينشتاين أن الثقوب السوداء كائنات ذات إنتروبيا أعظمية -بمعنى أن لديها إنتروبيا تفوق تلك الخاصة بأي كائن لديه نفس الحجم. فضمن دائرة قطرها R تتزايد إنتروبيا غاز يشغل هذه الدائرة بزيادة درجة حرارتها تدريجياً إلى أن يصل إلى العتبة التثاقلية، عند هذه المرحلة فإن أي زيادة في حرارة الغاز تؤدي إلى انهياره وتحوله إلى ثقب أسود. استخدم بيكينشتاين هذا لوضع حد أعظمي على إنتروبيا حيز ما بحيث يتناسب هذا الحد الأعظمي مع مساحة الحيز. واستنتج بذلك أن إنتروبيا الثقب الأسود تتناسب مع مساحة أفق الحدث.
وقد بين ستيفن هوكينغ سابقاً أن المساحة الإجمالية للأحداث الخاصة بمجموعة من الثقوب السوداء تزداد تدريجياً بمرور الوقت. ويعرف الحدث بأنه الحد الذي تضعه الجيوديسات شبيهة الضوء (انظر معلومة 1) وهي تلك الجيوديسات التي يستطيع الضوء الإفلات منها بصعوبة. وفي حال تحركت الجيوديسات بالقرب من بعضها البعض فإنها سوف تصطدم ببعضها في نهاية المطاف وتنتهي داخل الثقب الأسود، لذلك فهي دائماً تبتعد عن بعضها البعض، وبالتالي فإن عددها يزداد باضطراد مؤدياً إلى زيادة سطح الأفق. أطلق على هذه النتيجة التي توصل إليها هوكينغ اسم القانون الثاني في ترموديناميك الثقوب السوداء بما يناظر القانون الثاني في علم الترموديناميك الذي ينص على أن الانتروبيا تزداد باضطراد. إلا أن هوكينغ لم يأخذ هذا التناظر على محمل الجد.
لقد علم هوكينغ أنه في حال كان لدى سطح الأفق إنتروبيا فإن من المحتم على الثقب الأسود أن يشع. عند زيادة سخونة نظام حراري فإن الإنتروبيا ستتغير بمقدار زيادة الطاقة-المادة مقسوماً على درجة الحرارة بالكلفن:
{\displaystyle {\rm {d}}S={\frac {{\rm {d}}M}{T}}.}
وإذا كان لدى الثقب الأسود إنتروبيا محددة فإن لديه بالضرورة درجة حرارة محددة. وبالتالي فإنه سوف يصل إلى حالة من التوازن مع غاز حراري من الفوتونات. وهذا يعني أن الثقب الأسود لن يقوم بامتصاص الفوتونات بل سيقوم بطرحها بما يتناسب مع الإبقاء على حالة توازنه.
إن حلول المعادلات الحقلية المستقلة عن الوقت لا تصدر إشعاعاً كون معامل استقلال الوقت يضمن مصونية الطاقة. اعتمد هوكينغ على هذا لتبيان أن الثقوب السوداء لا تشع. إلا أنه تفاجأ لاحقاً عندما اكتشف بعد إجراء تحليل دقيق أنها تفعل، وبنفس الطريقة المتوقعة التي تصل من خلالها إن حالة التوازن مع غاز حراري بدرجة حرارة محددة. بينت حسابات هوكينغ أن إنتروبيا الثقب الأسود تعادل ربع مساحة الأفق مقدرةً بواحدة بلانك.
تتناسب الإنتروبيا مع لوغاريثم عدد الحالات المايكروسكوبية (أي عدد الحالات المايكروسكوبية التي يمكن للنظام أن يوجد فيها) تاركة الوصف الماكروسكوبي (الكبير) بدون تغيير. إن إنتروبيا الثقوب السوداء محيرةٌ حقاً ذلك أنها تنص على أن حالات الثقب الأسود يتناسب مع مساحة الأفق وليس مع الحجم الداخلي للثقب الأسود.